# تلخة دان رون (مارغون)
تلخة دان رون (بالفارسية: تلخه‌دان رون) هي قرية تقع في إيران في قسم مارغون الريفي. يقدر عدد سكانها بـ 48 نسمة .